# Filip Bradarić
Filip Bradarić (* 11. ledna 1992 Split) je bývalý chorvatský fotbalista. Nastupoval především v záloze. Od roku 2016 hrál za chorvatskou reprezentaci, nastoupil v 6 zápasech (k 19. červenci 2020). Získal s ní i stříbrnou medaili na mistrovství světa 2018. S klubem HNK Rijeka se stal chorvatským mistrem (2016–17). Hrál za Hajduk Split (2011–2015; při tom hostování v NK Primorac 1929) a Rijeku (2015–2018). Od roku 2018 byl kmenovým hráčem Cagliari, ale povětšinou hrál na hostováních, nejprve v Hajduku, poté v Celtě Vigo a od roku 2020 v saúdskoarabském klubu Al-Ajn.